# رضا جولاق أوغلو
رضا محسن جولاق أوغلو (1 يوليو 1952) شاعر وباحث ومترجم وقاص. تركماني من العراق رائد الواقعية الاشتركية في الادب التركماني المعاصروهو أشهر شعراء التركمان في العراق يقوم بترجمة قصائد من الشعراء التركي إلى اللغة العربية كما انه يترجم لشعراء عرب إلى اللغة التركية.

## السيرة الذاتية
من مواليد تلعفر 1952 أكمل الابتدائية في قرية القبة (قراقوينلي) القريبة من مدينة الموصل
وانهى دراسته المتوسطة والاعدادية في تلعفر تخرج من جامعة الموصل –كلية الاداب – قسم التاريخ في عام 1976
بعد انهائه الخدمة العسكرية تعيّن مدرساً على ملاك تربية محافظة نينوى
وفي عام 1980 قدم لدراسة الدكتوراة في إسطنبول ولكن قيام الحرب العراقية الإيرانية (1980-1988) حال دون ذلك اذ تم استدعاؤه لخدمة الاحتياط وخلالها تم اعتقاله من قبل قوات الأمن والحكم عليه بالسجن لمدة سبع سنوات لاسباب سياسية وبعد خروجه من السجن تم فصله من الوظيفة لعدم توفر السلامة الوطنية فيه بنظر الحزب الحاكم (حزب البعث) انذاك وسيق لخدمة الاحتياط مرة أخرى وبعد انتهاء الحرب العراقية – الإيرانية بقي خارج الوظيفة فاضطر إلى فتح محل للكماليات لتأمين معيشة العائلة وبعد سقوط النظام عاد إلى الوظيفة ثم احيل إلى التقاعد نهاية عام 2019.

### حياته الادبية
بدأ بكتابة الشعر في سن مبكرة عندما كانوا قاطنين في قرية القبة (قراقوينلي). ثم استمر بكتابة الشعر سنوات قبل ان يتعرف على استاذه الذي يعتز به الشاعر التلعفري الكبير (فلك اوغلو) والذي بقي وفيا له حيث خلده بعدة قصائد بحقه كما تعتبر مرثيته للشاعر الراحل فلك من درر الشعر التركماني المعاصر يعتبر رضا جولاق اوغلو ابرز شاعر تركماني في العراق وقد عبر صوته الحدود شاعر متمكن يجمع بين الحداثة والقديم فهو شاعر كلاسيكي في الشكل ومجدد في المضمون الشعري ويقتدي بالشاعر التركي الكبير ناظم حكمت حيث يتناول في قصائده الكثيرة المواضيع التي كتب فيها ناظم حكمت ولكن ليس على طريقة ناظم حكمت في الشكل الشعري بل بقصائد موزونة ومقفاة في صور شعرية جميلة والشاعر رضا جولاق اوغلو بالرغم من ابتعاده عن عالم الشعر لسنوات طويلة بسبب دخوله السجن وسوقه إلى خدمة الاحتياط بعد خروجه من السجن يضاف اليها فترة بقاءه خارج الوظيفة وانشغاله في تأمين قوت العائلة لعشر سنوات يعتبر من اغزر شعراء التركمان في النتاج الشعري ولا ينحصر اهتماماته الادبية في مجال الشعر فقط اذ له اهتمامات فولكلورية ولغوية فهو مرجع لغوي في اللهجة التلعفرية لطلبة الدراسات اللغوية والمهتمين بلهجة تلعفر ويقول الباحث التركماني الشهير البروفسور صبحي ساعتجي ان من يبحث عن هوية تلعفر عليه الاطلاع على كتاب رضا جولاق اوغلو (الفولكلور التلعفري) وللشاعر رضا جولاق اوغلو (مجموعة قصصية) وهو أول قاص تركماني كتب قصصاً قصيرة باسلوبٍ ساخر
وله كذلك مسرحية شعرية ولم يترك حقلا ادبيا الا كتب فيه واجاد حيث انه الشاعر الوحيد الذي كتب (الخوريات –رباعية شعرية ذات مفاطع هجائية سبعة يشتهر بها تركمان العراق وخاصة تركمان كركوك-) ذات المقاطع الهجائية العشرة).
وحتى لم يتخلف عن كتابة الشعر الشعبي بلهجة تلعفر وله ديوان في هذا النوع من الشعر والشاعر رضا جولاق اوغلو مدرسة شعرية متكاملة حيث تتلمذ على يديه أكثر شعراء تلعفر الاحياء منهم وبعض الاموات وله اسلوبه الخاص والبسيط في تعليم تلاميذة طريقة كتابة الشعر وضبط الوزن والقافية.

## أهم المؤلفات

### مؤلفاته المطبوعة
- من اجل الحياة (ديوان شعر)
- أنا لست بالذي يموت (ديوان شعر)
- نشيد السلام (ديوان شعر)
- نحو غد سعيد (ديوان شعر)
- خضر الياس (ملحمة شعرية)[8]

- الفولكلور التعلعفري (دراسة فولكلورية)
- مقالات متنوعة – نثر[9]

- قصائد من اجل مدينتي تلعفر (ديوان شعر)

### مؤلفاته غير المطبوع
- فتاة احلامي (ديوان شعر)
- أنا والعالم (ديون شعر)
- إلية العنزة (شعر شعبي)
- شهداء طريق الحق (ديوان شعر)
- الصوت اللا محدود (ملحمة شعرية)
- قصصي القصيرة (مجموعة قصصية)
- ذكرياتي (مذكرات)
- شعراء تلعفر
- رباعيات
- دفتر الشعر (ديوان شعر)
- السيمفونية الحزينة (ديوان شعر)
- قصائد عن المنفى (ديوان شعر)
- مدينة ما وراء الجبال (ديوان شعر)
- مختارات من الشعر التركي المعاصر
- مختارات من الشعر العالمي (ترجمة عن التركية)
- مختارات من الشعر العربي المعاصر (ترجمة من اللغة العربية إلى التركية.

## وصلات خارجية
- قصيدة للشاعر التركي ايدين يوكسل في حق الشاعر رضا جولاق اوغلو
- مقابلة مع الشاعر رضا جولاق اوغلو في القناة الاذربيجانية

|}